# Draeculacephala navicula
Draeculacephala navicula är en insektsart som beskrevs av Hamilton 1985. Draeculacephala navicula ingår i släktet Draeculacephala och familjen dvärgstritar. Inga underarter finns listade i Catalogue of Life.